# !Kheis
!Kheis (officieel !Kheis Local Municipality) is een gemeente in het Zuid-Afrikaanse district ZF Mgcawu.
!Kheis ligt in de provincie Noord-Kaap en telt 16.637 inwoners.

## Hoofdplaatsen
ǃKheis is op zijn beurt nog eens verdeeld in 6 hoofdplaatsen (Afrikaans: nedersettings) en de hoofdstad van de gemeente is de hoofdplaats Groblershoop.
- Boegoeberg
- Gannaput
- Groblershoop
- Grootdrink
- Stutterheim
- Wegdraai